# Errand de Harcourt
Errand de Harcourt también Anguerrand d'Harcourt (c. 1030-1078) fue un noble normando de Harcourt, Normandía. Señor de Boissey. Hijo de Anquetil de Harcourt y de Ève de Boissey (c. 1008-1080). Acompañó a Guillermo II de Normandía en su conquista de Inglaterra, comandando a los arqueros de Val-de-Ruel en la batalla de Hastings. Regresó a Normandía tras la coronación de Guillermo en Londres, y en 1078 murió sin dejar descendencia por lo que su rango y todas sus posesiones fueron a parar a su hermano Roberto el Fuerte, de quien descienden los señores de Harcourt en Francia e Inglaterra.

## Herencia
Casado con Emma de Estouteville (c. 1065-1125), una hija de Robert Grandbois de Stuteville. Sin descendencia conocida.